# Fotbalový Klub Baník Most
El FK Baník Most era un club de fútbol checo con base en la ciudad de Most, aproximadamente a 75 kilómetros al noroeste de Praga.

## Historia

### Primeros años
El club fue fundado el 19 de mayo de 1909 como SK Most. Desde entonces, la actividad futbolística del club fue interrumpida en varios periodos a causa de la Primera y la Segunda Guerra Mundial. En 1948 el club reanudó sus actividades, sin embargo, se vio relegado a competir en divisiones regionales de Checoslovaquia desde la década de 1950 hasta bien entrados los años 1980. 
En la década de 1990, el club consiguió ascender de categoría en dos oportunidades; primero a la Liga de Fútbol Bohemia, tercera división del fútbol del país en ese entonces, y, en la temporada 1996-97, a la 2. liga, la segunda categoría del fútbol checo.  

### Administración de SIAD y ascenso a la Gambrinus liga
En el año 2003 el club fue adquirido por la compañía de gas italiana SIAD, motivo por el cual el club cambió su denominación por la de SK SIAD Most en la temporada la 2003-04. En la temporada siguiente, el club consiguió por primera vez en su historia el ascenso a la Gambrinus liga, máxima categoría del país, luego de consagrarse campeón de la 2. liga. Para afrontar esta nueva etapa, la institución debió someter su estadio a un proceso de reconstrucción que incluyó la instalación de 7500 asientos, además de un sistema de iluminación artificial. La temporada 2005-06 empezó con resultados irregulares, ante lo que la directiva decidió destituir al entrenador Přemysl Bičovský, en su reemplazo fue contratado Zdeněk Ščasný, quien anteriormente había dirigido al AC Sparta Praga y al FK Viktoria Žižkov de República Checa y a los clubes griegos FI Crete y Panathinaikos, bajo cuya dirección el SK SIAD se posicionó en la décima ubicación.

## Nombres del club en su historia
- 1909 SK Most (Sportovní klub Most)
- 1948 ZSJ Uhlomost Most (Základní sportovní jednota Uhlomost Most)
- 1953 DSO Baník Most (Dobrovolná sportovní organizase Baník Most)
- 1961 TJ Baník Most (Tělovýchovná jednota Baník Most)
- 1979 TJ Baník SHD Most (Tělovýchovná jednota Baník Severočeské hnědouhelné doly Most)
- 1993 FK Baník SHD Most (Fotbalový klub Baník Severočeské hnědouhelné doly Most)
- 1995 FC MUS Most 1996 (Football Club Mostecká uhelná společnost Most 1996, a.s.)
- 2003 FK SIAD Most (Fotbalový klub SIAD Most, a.s.)
- 2008 FK Baník Most (Fotbalový klub SIAD Most, a.s.)

## Palmarés

### Torneos nacionales
- 2. liga (1): 2004-05